# گونرسدورف (فولکانایفل)
گونرسدورف (به آلمانی: Gönnersdorf) یک شهر در آلمان است که در فولکانایفل واقع شده‌است. گونرسدورف ۵۴۸ نفر جمعیت دارد.